# Oostmalle

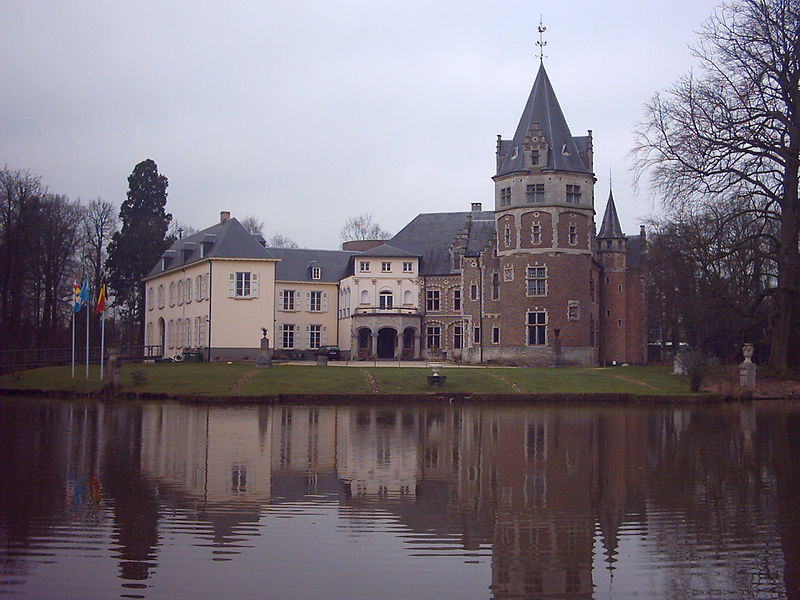
Kasteel de Renesse

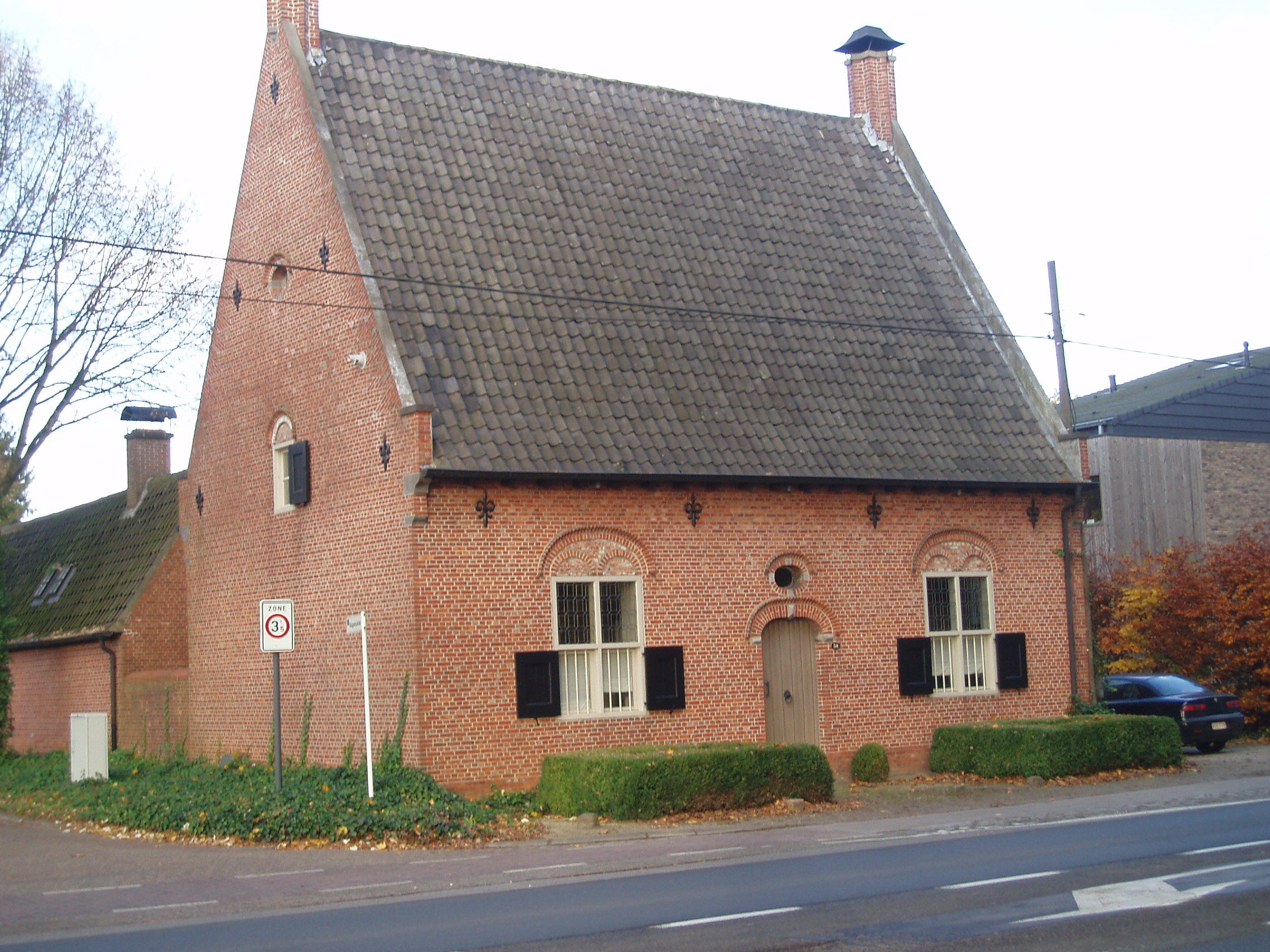
Oude hoekhuis

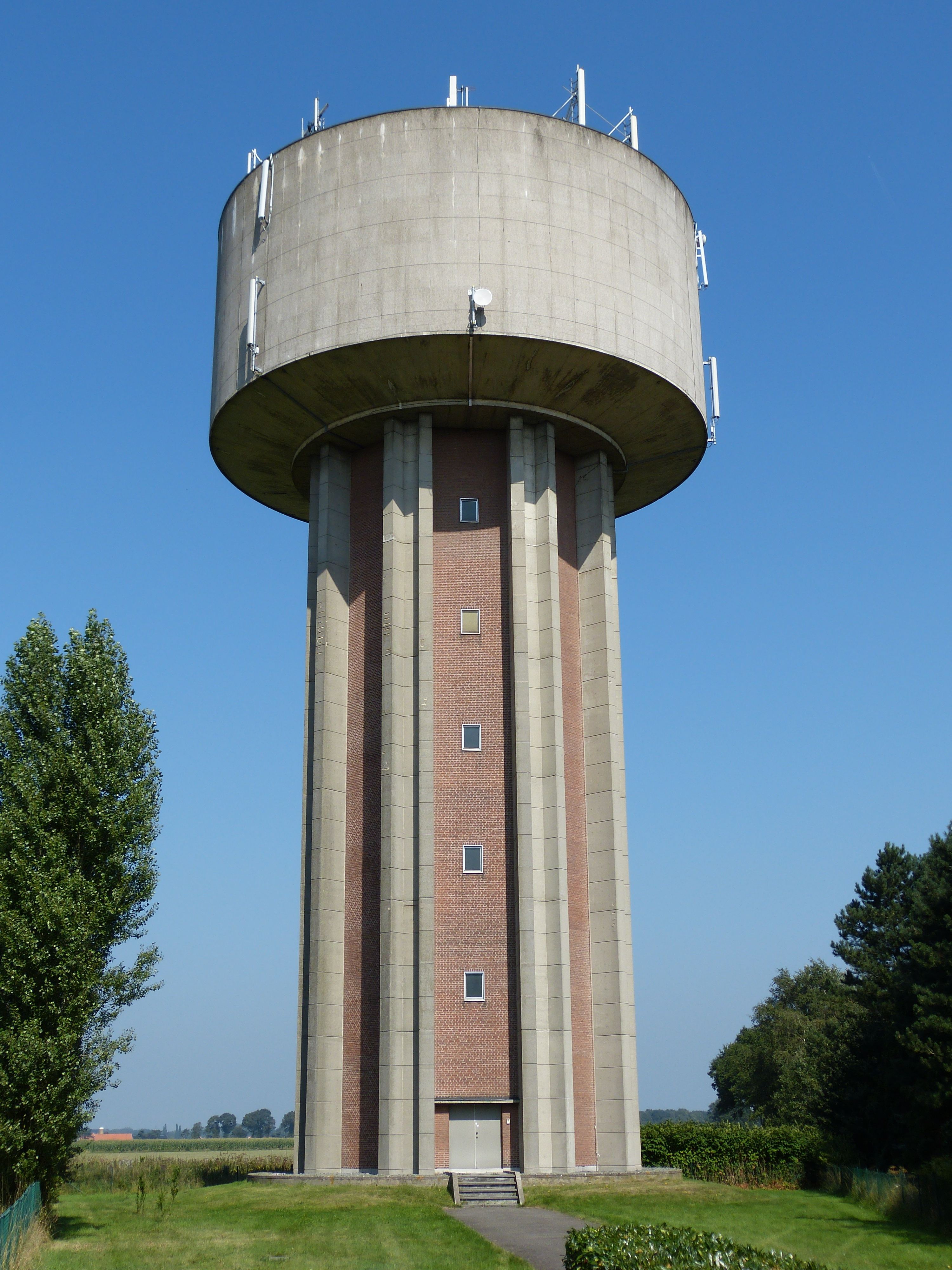
Watertoren

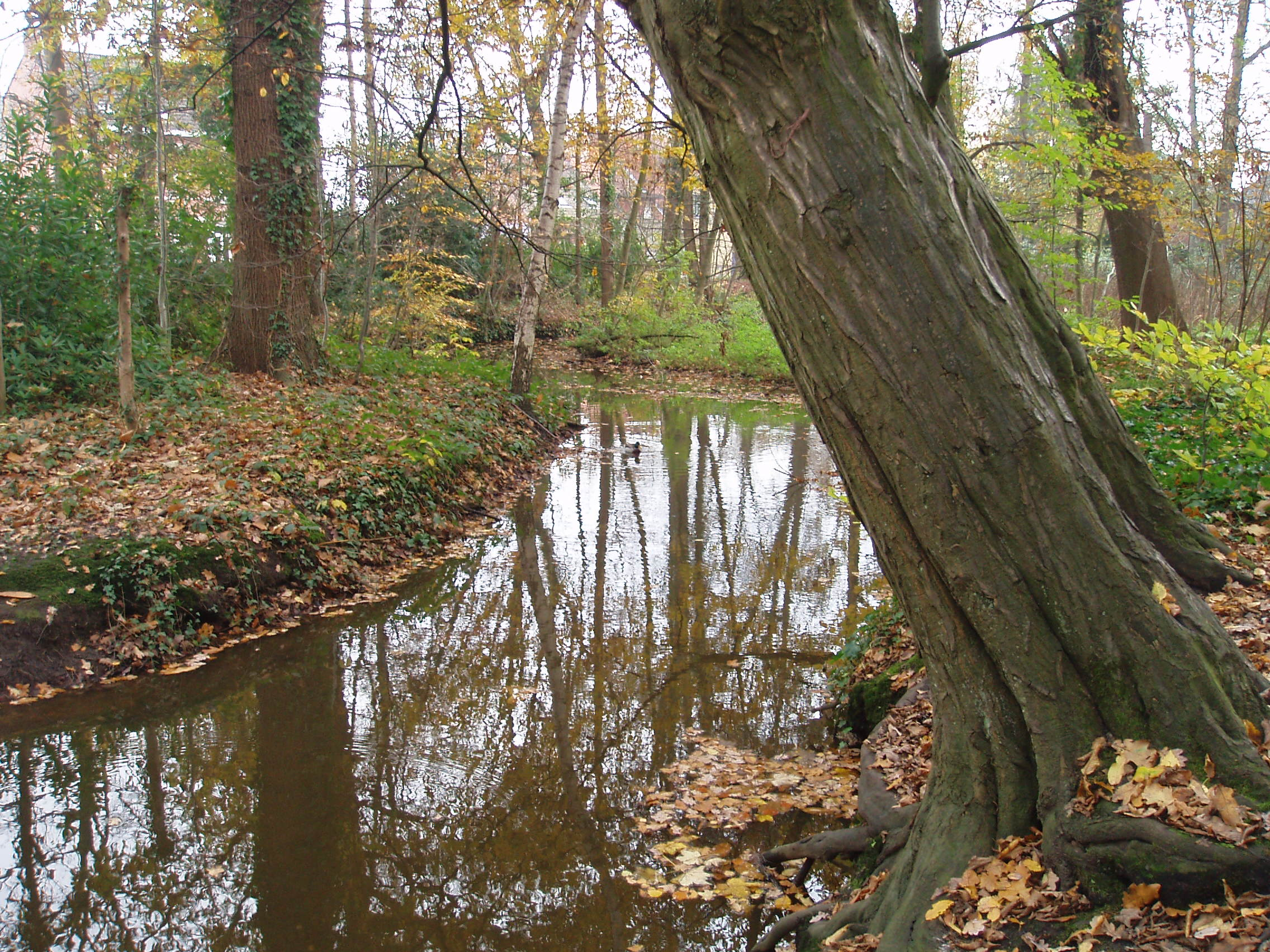
De Lopende beek

Oostmalle is een dorp in de Belgische provincie Antwerpen en een deelgemeente van Malle. Oostmalle was een zelfstandige gemeente tot aan de gemeentelijke herindeling van 1977.

## Geschiedenis
Oostmalle ontleent zijn naam aan zijn ontstaan als gehucht ten Oosten van Malle. In 1194 kreeg Oostmalle een eigen parochie die nog wel afhankelijk bleef van de Sint-Martinusparochie van Malle. Malle behoorde in die tijd toe aan het graafschap Toxandrië.
Vanwege de benaming van dit nieuwgevormde gehucht "Oostmalle", kwam het dorp Malle gaandeweg bekend te staan als "Westmalle".
De verdere verzelfstandiging gebeurde in 1233 toen Hendrik I van Brabant Westmalle aan de Abdij van Villers schonk. De parochie van Oostmalle werd in 1329 volledig losgekoppeld van Westmalle, waarna ze echt onafhankelijk werd. Het patronaatrecht van de parochie van Oostmalle kwam dat jaar in het bezit van de Abdij van Averbode.
Het was ook in de 14e eeuw dat de heerlijkheid Oostmalle in tweeën verdeeld raakte door de oprichting van een klooster, en later kwamen beide gedeelten in het bezit van twee verschillende families. Daarnaast lag in het zuidoosten de heerlijkheid Blommerschot, thans een domein. De heerlijkheid van Oostmalle behoorde tot de Baronie van Breda (markgraafschap Antwerpen), terwijl de heerlijkheid Westmalle tot Hertogdom Brabant behoorde.
In 1542 werd Oostmalle geteisterd door de benden van de Gelderse legeraanvoerder Maarten van Rossum. Veertien jaar later vond er net als op andere plaatsen de Beeldenstorm plaats.
Omstreeks 1600 werd Oostmalle genoemd als onderdeel van het mythische graafschap Strijen. Pas in de 18e eeuw begon men te twijfelen aan het bestaan van dit graafschap en in de eeuw erna werd het ontmaskerd. In werkelijkheid maakte Oostmalle deel uit van het graafschap Toxandrië.
In 1794 werd de heerlijkheid Oostmalle, tezamen met Blommerschot, een gemeente.
Oostmalle was een van de getroffen plaatsen bij de windhozen van 25 juni 1967; onder meer de kerk van Oostmalle werd zwaar getroffen. De kerk en een flink aantal huizen moesten herbouwd worden.
De gemeente Oostmalle verloor op 31 december 1976 haar zelfstandigheid en werd daarna een deelgemeente van de gemeente Westmalle, die ruim twee jaar later de naam Malle kreeg.

## Geografie
Oostmalle heeft een oppervlakte van 28,27 km² en telde in 2013 7034 inwoners. Oostmalle ligt in de Voorkempen op zandige bodem. De hoogte bedraagt 12-28 meter. Het belangrijkste natuurgebied ligt ten zuiden van de kom, namelijk 's Herenbos, Heihuizen en Zalfen. In het noorden vindt men het Klokkeven, gevormd door kleiputten. In het zuiden vindt men ook het Zalfens Gebroekt.

## Bezienswaardigheden
- Het Domein de Renesse, dat bestaat uit het Kasteel de Renesse en een park met enkele bijzondere bomen.
- De Sint-Antoniuskapel in het gehucht Zalfen
- De Onze-Lieve-Vrouw-van-Bijstandkapel met Mariapark
- De Sint-Laurentiuskerk
- De Wolfskapel

## Demografische ontwikkeling
- Bronnen:NIS, Opm:1806 tot en met 1970=volkstellingen; 1976 = inwoneraantal op 31 december

## Politiek

### Geschiedenis

#### Lijst van burgemeesters
| Tijdspanne | Tijdspanne  | Burgemeester                               |
| ---------- | ----------- | ------------------------------------------ |
|            | 1799 - 1832 | Philippus Jacobus Geerts                   |
|            | 1832        | Robertus Ghysels (waarnemend)              |
|            | 1832 - 1833 | Josephus Valentyns                         |
|            | 1833 - 1834 | Godefridus Geerts                          |
|            | 1834 - 1870 | Dominicus Franciscus Bauwens               |
|            | 1870 - 1876 | Christianus Ghysels (waarnemend)           |
|            | 1876 - 1877 | Henricus Mattheus Boon (waarnemend)        |
|            | 1877 - 1879 | Bernard du Bus de Gisignies (Kath. Partij) |
|            | 1879 - 1883 | Philippus Ludovicus Spruyt (waarnemend)    |
|            | 1883 - 1884 | Franciscus De Bont (waarnemend)            |

| Tijdspanne | Tijdspanne  | Burgemeester                              |
| ---------- | ----------- | ----------------------------------------- |
|            | 1885 - 1891 | Bernard du Bus de Gisignies (Kath.Partij) |
|            | 1891 - 1898 | Franciscus Augustinus Janssens            |
|            | 1898 - 1922 | Jacobus Van de Mierop (Kath.Partij)       |
|            | 1922 - 1932 | Maximilien de Renesse Breidbach           |
|            | 1933 - 1943 | Thierry de Renesse                        |
|            | 1943 - 1944 | Frans Bertels (VNV, oorlogsburgemeester)  |
|            | 1944 - 1964 | Thierry de Renesse (OV)                   |
|            | 1965 - 1970 | Jan Vermeyen (GBL)                        |
|            | 1971 - 1973 | Thierry de Renesse (OV)                   |
|            | 1973 - 1976 | Jef De Vry                                |

## Cultuur

### Evenementen
- Salphenkermis, een boerenfeest ter meerdere eer en glorie van de heilige Sint Antonius.
- De internationale sluitingsprijs de laatste klassementscross van het veldritseizoen.
- Jeugdverenigingen en hun events: 
  - KLJ
    - KLJ-Feesten (Meterkesfuif, kubb-toernooi, bingo-avond, familiedag)
    - Oostmal Rockt

  - Chiro
    - La Nuit Fatale
    - 30+ fuif

  - KSA-Roodkapjes
    - Red Night

  - Malmejo
    - Week Van De Malmejo
    - Beursfuif
    - Halloweenparty
    - Après-Exams Party
- Muziek events :  Muziek aan het Kasteel

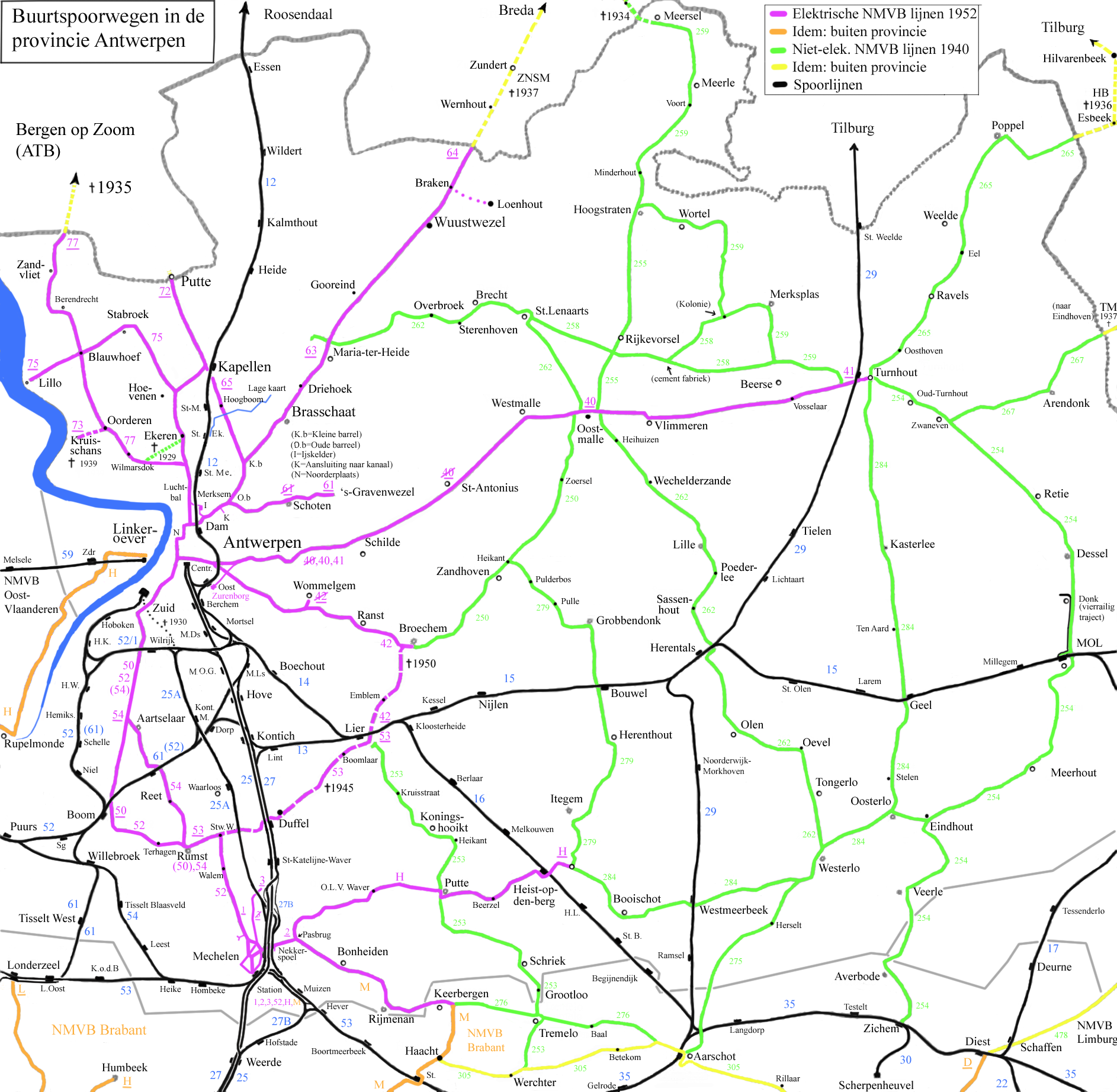
Het buurtspoorwegnet rondom Oostmalle. De paarse lijnen zijn geëlektrificeerd en groene lijnen werden geëxploiteerd met stoom- en dieseltractie

## Mobiliteit
Binnen de grenzen ligt het vliegveld Oostmalle.

### Buurtspoorwegen
Voor de Nationale Maatschappij van Buurtspoorwegen was Oostmalle een knooppunt van buurtspoorlijnen. Vanuit Oostmalle vertrokken trams in zes verschillende richtingen: Turnhout, Antwerpen, Brecht, Hoogstraten, Lier en Herentals. Op 20 september 1885 is de lijn van Antwerpen naar Hoogstraten via Oostmalle geopend. Tijdens de oorlogsjaren, in 1941, is de hele lijn van Antwerpen tot Turnhout geëlektrificeerd. Op 31 augustus 1960 reed de laatste tram tussen Turnhout en Oostmalle, en op 26 mei 1962 reed de laatste tram tussen Antwerpen en Oostmalle. De tramstelplaats is na de opheffing van buurtspoorlijnen omgebouwd tot een busstelplaats.

## Sport
- Veldrit de Internationale Sluitingsprijs
- Voetbalclub KVC Oostmalle Sport, momenteel actief in de derde provinciale Antwerpen

## Nabijgelegen kernen
Westmalle, Sint-Lenaarts, Rijkevorsel, Vlimmeren, Wechelderzande, Zoersel